# Colonia Avellaneda
Colonia Avellaneda est une localité rurale argentine située dans le département de Paraná, dans la province d'Entre Ríos.

## Statut de municipalité

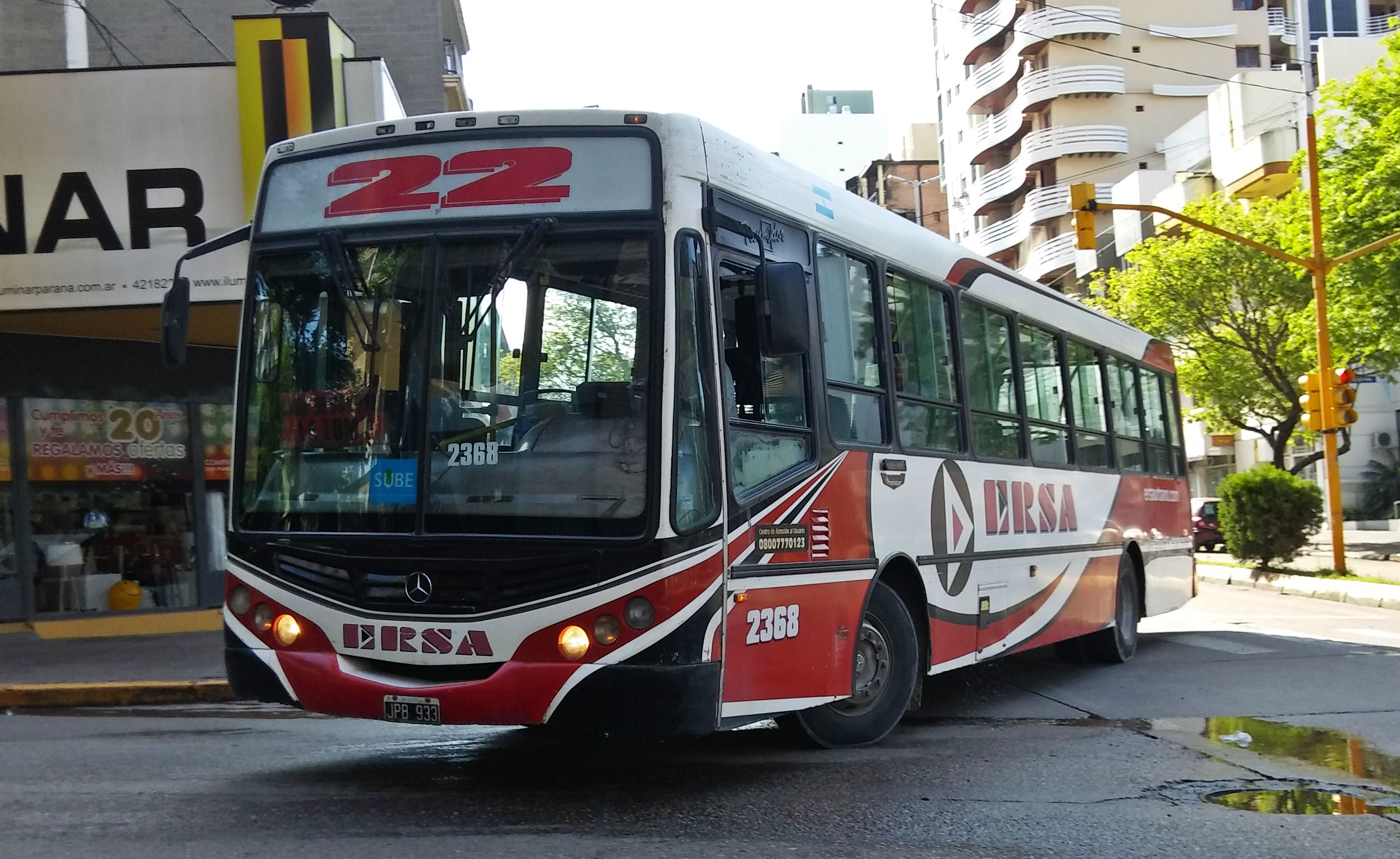
Bus de la ligne 22 traversant Colonia Avellaneda.

Le centre de population rurale avec conseil de direction de Colonia Avellaneda a été créé par le décret no 689/1985 MGJE du 12 mars 1985. La loi no 9573 adoptée le 23 juin 2004 et promulguée le 2 juillet 2004 a approuvé le recensement et l'ejido de la nouvelle municipalité 2e catégorie de Colonia Avellaneda créé par le décret no 234/2005 MGJEOYSP du 4 février 2005.
Le 10 décembre 2011, les deux catégories de municipalités d'Entre Ríos ont cessé d'exister, établissant une seule catégorie, de sorte que Colonia Avellaneda a cessé d'avoir une junta de fomento et est devenu un président municipal et un conseil délibératif de 7 membres.

## Religion
| Archidiocèse | Paraná                                           |
| ------------ | ------------------------------------------------ |
| Paroisse     | Santísimo Sacramento y Santa Teresa de los Andes |